# Orazio Marinali
Orazio Marinali (Angarano, 24 febbraio 1643 – Vicenza, 6 aprile 1720) è stato uno scultore italiano della Repubblica di Venezia.

## Biografia
Nacque ad Angarano, oggi quartiere di Bassano del Grappa, ma allora compreso nel distretto di Marostica. Formatosi a Venezia con Giusto Le Court, operò a partire dal 1675 prevalentemente nell'ambito veneto. Ha lasciato numerosissime opere, a tema sia sacro sia profano, che vanno da singole statue a grandi complessi scultorei.
Operò con Santo Calegari il Vecchio a Brescia e Verona. Sempre a Brescia sue opere in Duomo vecchio Busto di Alessandro VIII del 1690, in Santa Maria del Carmine e già San Domenico (ora a Londra).
Scultori furono pure i fratelli Francesco (1647- post 1717) e Angelo (1654-1702), mentre il fratello Bernardino si dedicò alla miniatura. Alla morte di Angelo nel 1702, Orazio ne rilevò la bottega inclusi gli allievi Angelo De Putti e Lorenzo Mattielli che ne sposò una nipote, ma dopo alcuni anni si sposterà alla corte di Vienna e in Sassonia. Giacomo Cassetti fu il suo più fedele allievo e l'unico rimasto a Vicenza, divenuto in seguito suo genero.
Le sue opere (decorazione della basilica di Monte Berico decorazione del Palazzo Thiene a Vicenza, numerose statue presso i parchi delle ville del Vicentino) segnano il passaggio dal pittoricismo barocco al decorativismo settecentesco.
Morì a Vicenza il 6 aprile 1720. Inizialmente fu sepolto nella fossa comune dei morti della parrocchia dei Santi Filippo e Giacomo a Vicenza; successivamente, forse per intervento dell'importante famiglia Trissino, venne concesso dai frati di posizionare il cadavere in una tomba singola posta nel pavimento in prossimità della porta laterale; sulla lapide fu posto un dotto epitaffio composto dal canonico Giovanni Checcozzi.

## Opere

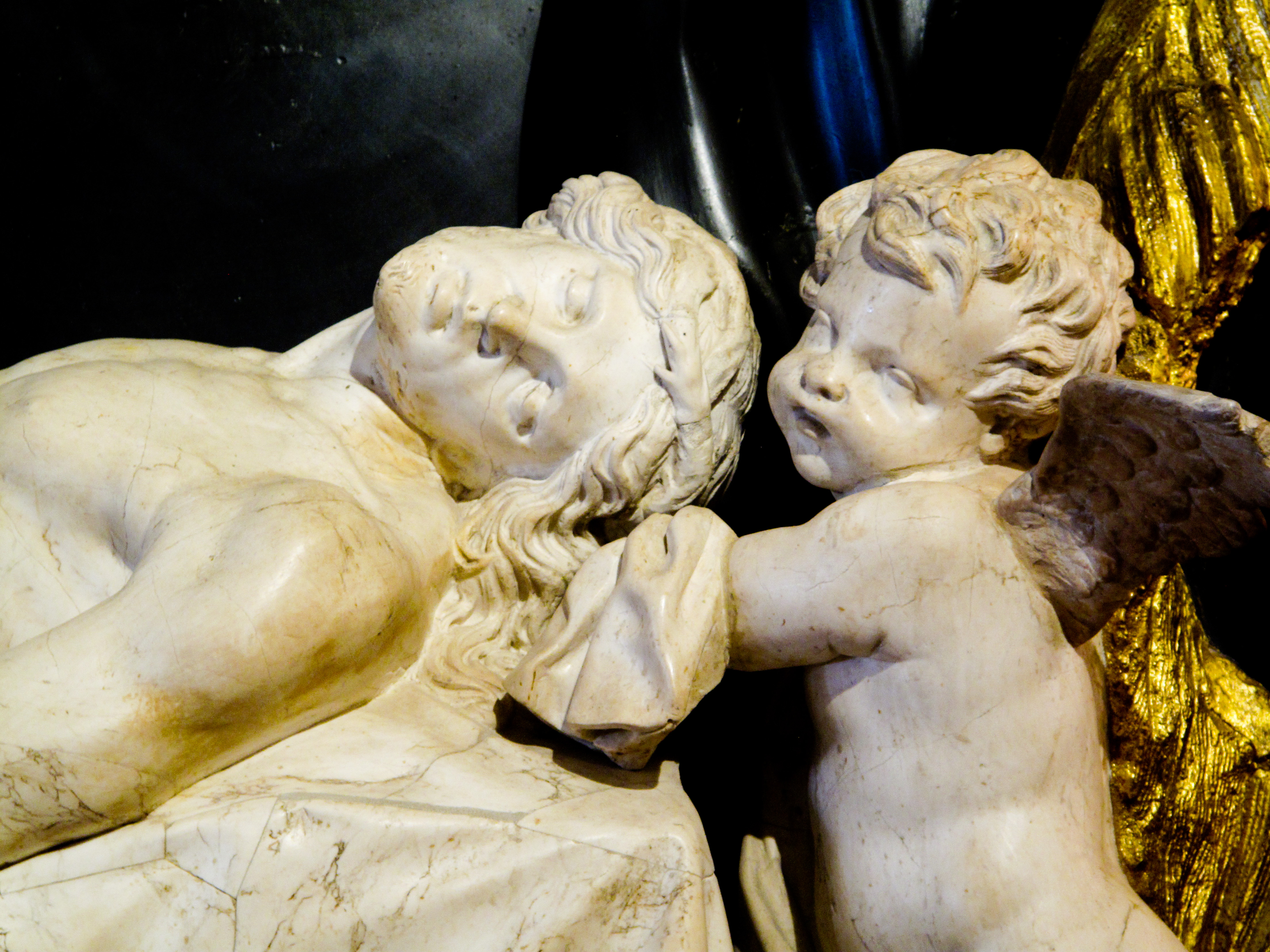
Altare della Pietà nella chiesa di San Vincenzo a Vicenza, particolare

- Statue dell'altare della Pietà nella chiesa di San Vincenzo a Vicenza
- Statue nella chiesa di Santa Maria dei Servi a Vicenza
- Statue nel palazzo Thiene a Vicenza
- Presepio dell'ospedale San Bortolo di Vicenza
- Statua della Ragione che domina il Senso nel palazzo Repeta di Vicenza
- Statue nel palazzo Salvi, già Valmarana di Vicenza
- Statua della Madonna col Bambino e un angelo nella casa di civile abitazione di Contrà Santa Chiara 3 a Vicenza
- Statue all'esterno e all'interno del Santuario di Monte Berico a Vicenza
- Statue dell'Annunciazione  nell'Arco delle Scalette di monte Berico a Vicenza
- Statue nella chiesa di Santo Stefano a Vicenza
- Statua di Ercole in lotta con il drago Ladone e Apollo nel palazzo Leoni Montanari di Vicenza
- Statue nel palazzo Capra Querini a Vicenza
- Statue nel parco Querini di Vicenza
- Statue nella Villa Volpe a Vicenza
- Statue sul timpano esterno e sull'altare maggiore nella chiesa di San Giuliano a Vicenza
- Altare in collaborazione con Tommaso Bezzi nella chiesa di Santa Maria in Araceli a Vicenza
- Statue dell'altare della Madonna del Rosario nel Duomo di Bassano del Grappa (Vicenza)
- Statue dell'altare del Santissimo Sacramento  nella chiesa di San Giovanni Battista a Bassano del Grappa (Vicenza)
- Monumento di San Bassiano a Bassano del Grappa (Vicenza)
- Statue decorative del giardino interno di Palazzo Roberti a Bassano del Grappa (Vicenza)
- Statua del Podestà nel Municipio di Bassano del Grappa (Vicenza)
- Busto autoritratto di Orazio Marinali nel Museo Civico di Bassano del Grappa (Vicenza)
- Assieme al fratello Angelo statue della villa Almerico-Capra, detta "la Rotonda" a Vicenza
- Assieme al fratello Angelo oltre cento statue, per lo più a soggetto mitologico, disseminate nel parco di Villa Trissino Marzotto a Trissino (Vicenza)
- Statue decorative nel parco di Villa Sangiofetti a Barbarano Vicentino (Vicenza)
- Statue decorative nel parco di Villa Valmarana a Bolzano Vicentino (Vicenza)
- Statue della Villa Garzadori, da Schio, detta "Grotta del Marinali" a Custozza di Longare (VIcenza)
- Statue della Villa Trento a Custozza di Longare (Vicenza'
- Statue decorative nel parco di Villa Piovene a Lonego di Lugo di Vicenza (VIcenza)
- Statue decorative nel parco di Villa Folco a Schio (VIcenza)
- Statue della Villa Cordellina a Motecchio Maggiore (Vicenza)
- Statue del Castello Grimani a Montegalda (Vicenza)
- Statue decorative del parco della Villa Conti- Lampertico detta La Deliziosa a Montegaldella (Vicenza)
- Statue della Villa da Porto a Montorso Vicentino (Vicenza)
- Statue per l'oratorio di Villa Remondini in contrà Santa Romana a Nove dal 1976 nella parrocchiale di Nove (Vicenza)
- Statue decorative nel parco della Villa Revedin Piccinelli Bolasco a Castelfranco Veneto (Treviso)
- Assieme al fratello Angelo statue di Ca'  Mora Morassutti a Motebelluna (Treviso)
- Statue del Castello di San Salvatore o di Collalto a Susegana (Treviso)
- Statue decorative nel parco della VIlla Corner della Regina a Cavasagra di Vedelago (Treviso)
- Statue decorative nel parco della Villa Loredan, Carminati, Rova, Smania a Stra (Venezia)
- Statue decorative nel giardino del Palazzo Malipiero a Venezia
- Statue decorative nel giardino di Palazzo Pontoni a Udine
- Statue decorative nel Giardino Bardini di Firenze
- Statue decorative nel parco della VIlla La Pietra a Firenze
- Statue decorative nel parco di Villa dell'Ombrellino a Firenze
- Statue decorative nel parco della Villa Buonaccorsi a Potenza Picena (Macerata)
- Statue decorative nel parco della Hawaii School for Girls La Pietra di Honolulu (Stati Uniti d'America)

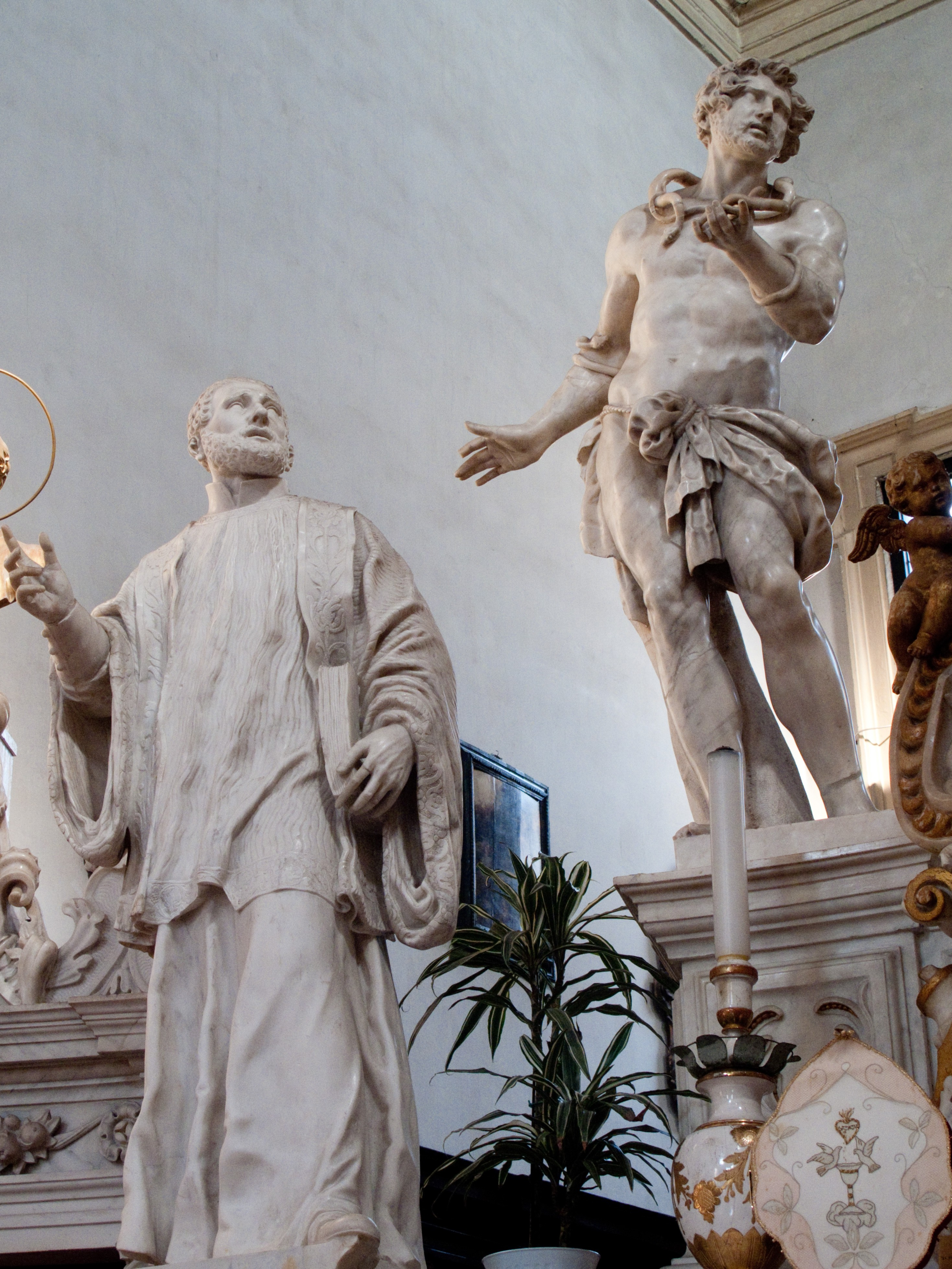
Statue di San Gaetano Thiene e di San Giuliano sull'altare maggiore della chiesa di San Giuliano a Vicenza
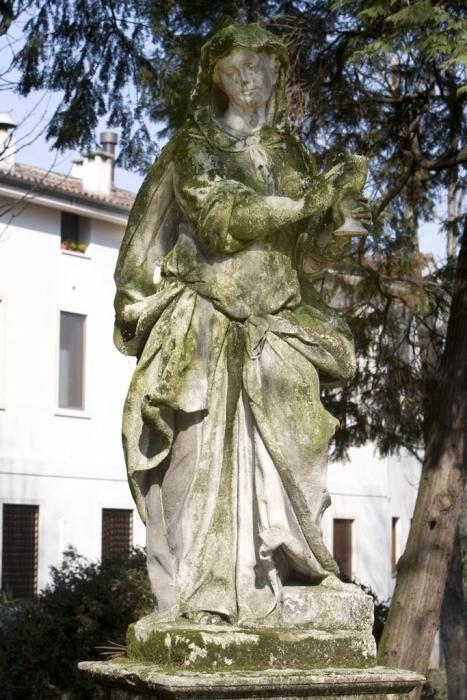
Statua della Fede cristiana nel parco del Palazzo Capra Querini di Vicenza
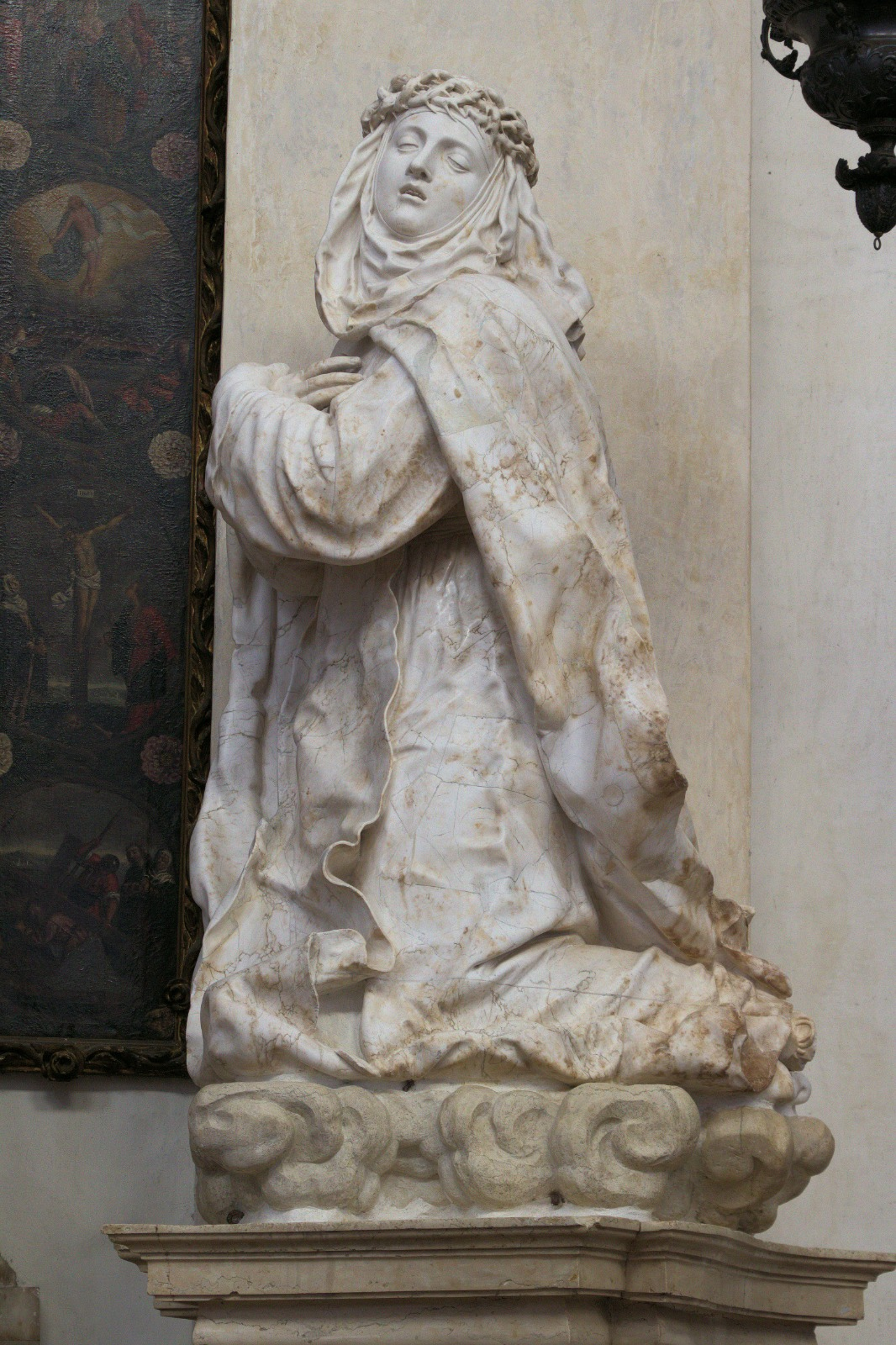
Statua di Santa Caterina nel Duomo di Santa Maria in Colle a Bassano del Grappa (VIcenza)
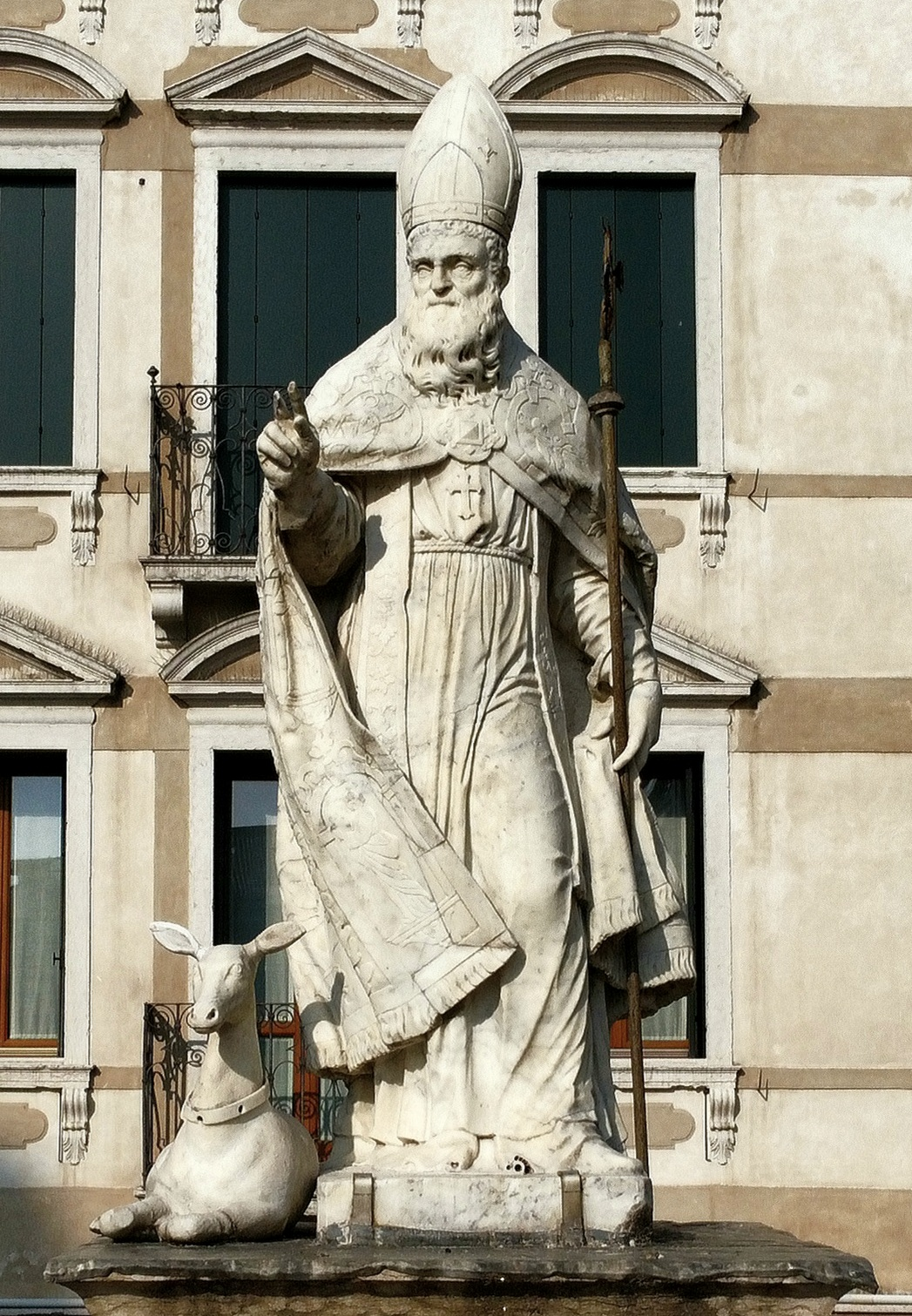
Statua di San Bassiano a Bassano del Grappa (Vicenza)
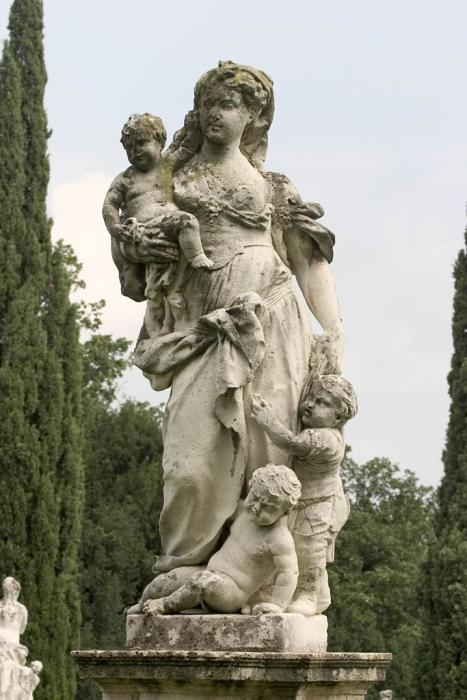
Statua della Carità nel parco della Villa Trissino Marzotto a Trissino (Vicenza)
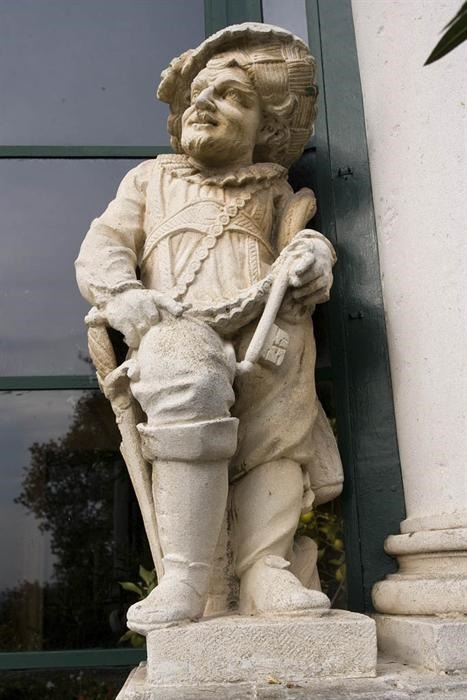
Statua di un nano della Villa Trento a Costozza di Longare (Vicenza)
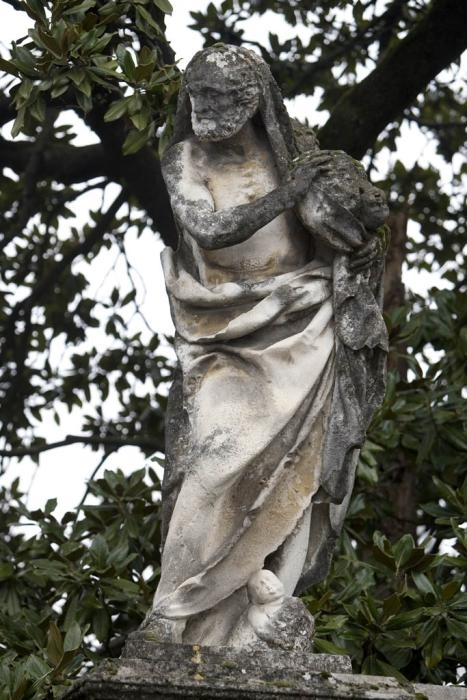
Statua di Deucalione nel parco di Villa Valmarana a Lisiera di Bolzano Vicentino (Vicenza)
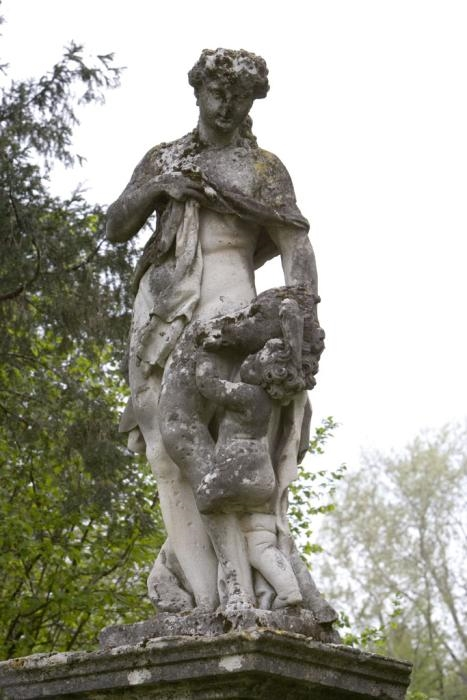
Statua di Atalanta nerl parco di Villa Bolasco a Castelfranco Veneto (Treviso)
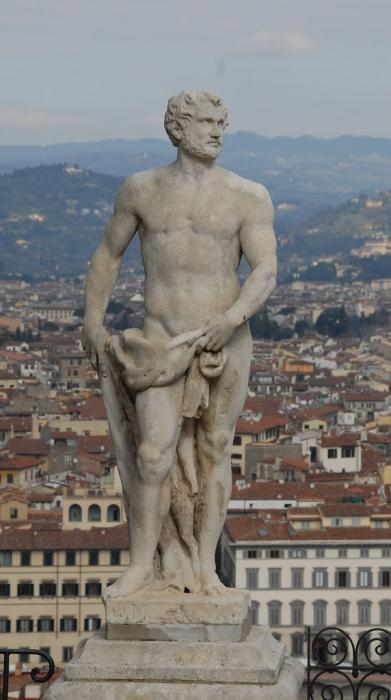
Statua di Ercole nel Giardino Bardini di Firenze